# Meister Rumelant

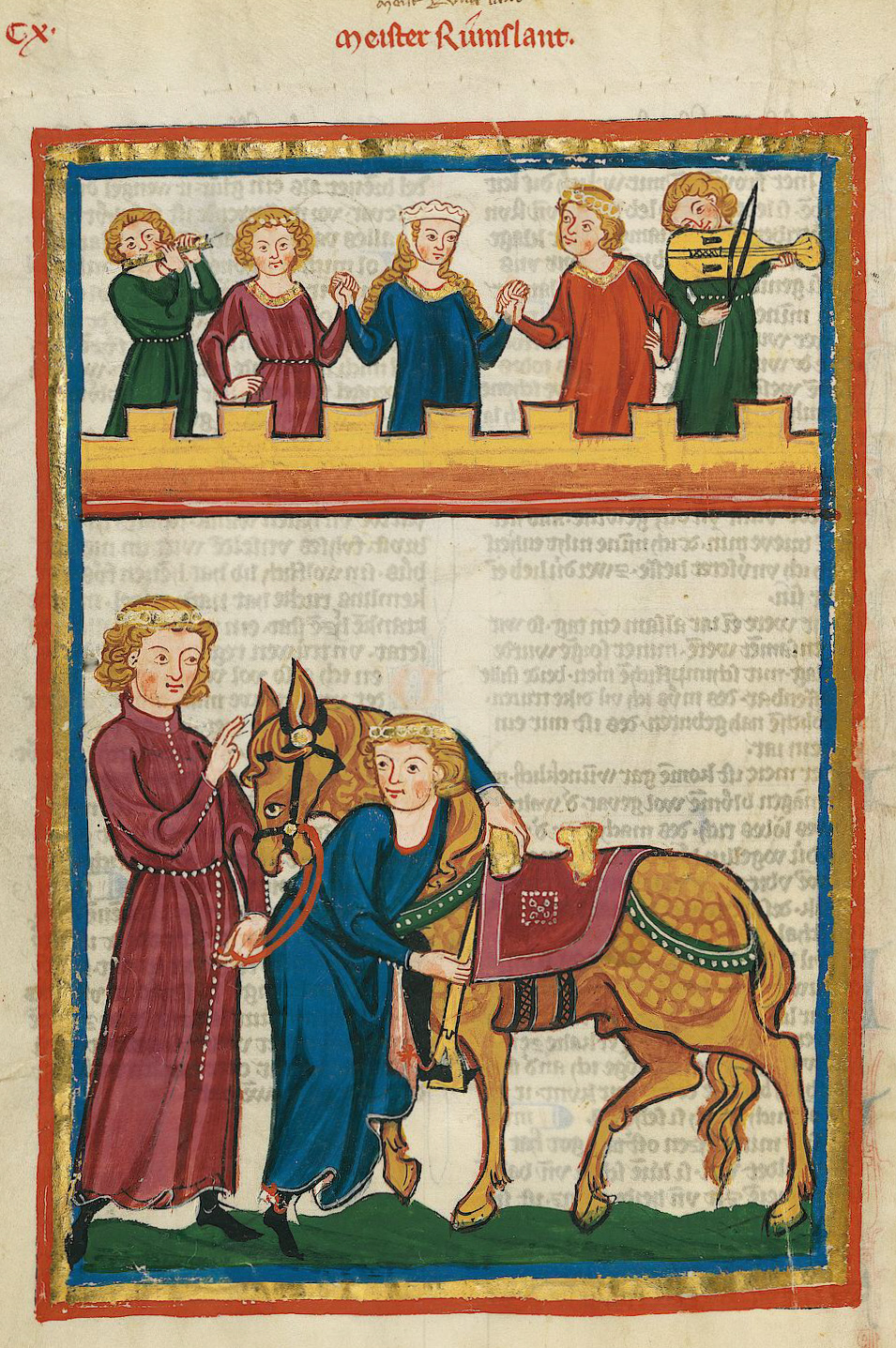
Meister Rumslant, Codex Manesse

Meister Rumelant hoặc Rumslant (trước hoặc sau 1243-sau 1286 hoặc 1287) là một trong những nhà thơ, nhạc sĩ trữ tình thời trung kỳ trung cổ ở Đức.

## Văn học
- Peter Kern: Rumelant (von Sachsen), in: Die deutsche Literatur des Mittelalters. Verfasserlexikon, Bd. 8. Berlin, New York 1992, Sp. 382-388.
- Burghart Wachinger: Sängerkrieg. Untersuchungen zur Spruchdichtung des 13. Jahrhunderts (MTU 42). München 1973, S. 164-181.